# Brian Large
Brian Large (* 16. Februar 1939 in London) ist ein britischer Fernsehregisseur von Opernübertragungen.

## Leben
Er war von 1965 bis 1980 Chefopernregisseur der BBC, seit 1980 ist er Head of Media an der New Yorker Metropolitan Opera. Er hat zwei Emmys für TV-Aufzeichnungen gewonnen, nämlich einen Outstanding Achievement Award 1991 für die Gala zum Silbernen Jubiläum der Met und einen 1992 für die Produktion der Puccini-Oper Tosca unter Zubin Mehta.
Unter anderem hat Large bei den Aufzeichnungen des Ring-Zyklus in Bayreuth 1980, dem Video der Drei Tenöre (1990) und einigen Videos von Cecilia Bartoli Regie geführt. Von 1991 bis 2009 und im Jahre 2011 führte er bei der Fernsehübertragung des Neujahrskonzerts der Wiener Philharmoniker die Bildregie.
Large hat zwei Biografien, über Bedřich Smetana (1970) und Bohuslav Martinů (1976), verfasst.